# Городищенська міська рада
Городи́щенська міська́ ра́да — адміністративно-територіальна одиниця та орган місцевого самоврядування в Городищенському районі Черкаської області. Адміністративний центр — місто Городище.

## Загальні відомості
Городищенська міська рада утворена в 1917 році.
- Територія ради: 21,69 км²
- Населення ради: 15 953 особи (станом на 2001 рік)
- Територією ради протікає річка Вільшанка

## Населені пункти
Міській раді підпорядковані населені пункти:
- м. Городище
- с. Набоків

## Склад ради
Рада складається з 30 депутатів та голови.
- Голова ради: Мірошник Володимир Петрович
- Секретар ради: Оверченко Андрій Володимирович

### Керівний склад попередніх скликань
| Прізвище, ім'я, по батькові | Основні відомості                                                        | Дата обрання | Дата звільнення |
| --------------------------- | ------------------------------------------------------------------------ | ------------ | --------------- |
| Зварич Олександр Іванович   | Міський голова, 1956 року народження, член Соціалістичної партії України | 26.03.2006   | 31.10.2010      |
| Мірошник Володимир Петрович | Міський голова, 1961 року народження, освіта вища, безпартійний          | 31.10.2010   |                 |

Примітка: таблиця складена за даними сайту Верховної Ради України

### Депутати
За результатами місцевих виборів 2010 року депутатами ради стали:

#### За суб'єктами висування
| Суб'єкт висування                                       | Кількість обраних депутатів | %    |
| ------------------------------------------------------- | --------------------------- | ---- |
| Політична партія Всеукраїнське об'єднання «Батьківщина» | 11                          | 36,7 |
| Партія регіонів                                         | 9                           | 30   |
| Соціалістична партія України                            | 7                           | 23,3 |
| Політична партія «Сильна Україна»                       | 2                           | 6,7  |
| Політична партія «Нова політика»                        | 1                           | 3,3  |

#### За округами
| № округу                                                | Прізвище, ім'я, по батькові    | Дата визнання обраним | Освіта             | Партійна приналежність                        | Відомості про обраного депутата                                                     |
| ------------------------------------------------------- | ------------------------------ | --------------------- | ------------------ | --------------------------------------------- | ----------------------------------------------------------------------------------- |
| Партія регіонів                                         |                                |                       |                    |                                               |                                                                                     |
| б/м                                                     | Биба Андрій Борисович          | 04.11.2010            | вища               | член Партії регіонів                          | Футбольний клуб «Цукровик», президент                                               |
| б/м                                                     | Діхтяр Галина Володимирівна    | 04.11.2010            | вища               | член Партії регіонів                          | пенсіонер                                                                           |
| б/м                                                     | Оверченко Андрій Володимирович | 04.11.2010            | вища               | член Партії регіонів                          | Городищенська РДА, начальник відділу                                                |
| б/м                                                     | Джаловян Ольга Валентинівна    | 04.11.2010            | вища               | член Партії регіонів                          | Городищенська РТМО, лікар загальної практики                                        |
| б/м                                                     | Мусієнко Олександр Васильович  | 04.11.2010            | середня спеціальна | член Партії регіонів                          | Приватне підприємство «Мус», директор                                               |
| 6                                                       | Козюра Сергій Вікторович       | 04.11.2010            | середня спеціальна | член Партії регіонів                          | приватний підприємець                                                               |
| 7                                                       | Білан Любов Миколаївна         | 04.11.2010            | середня спеціальна | позапартійна                                  | Дитячий навчальний заклад «Джерельце», завідувачка                                  |
| 12                                                      | Гейко Валентин Михайлович      | 04.11.2010            | середня            | член Партії регіонів                          | приватний підприємець                                                               |
| 14                                                      | Гейко Віталій Володимирович    | 09.05.2011            | вища               | член Партії регіонів                          | Городищенський холодильник-склад Канівського маслозаводу, директор                  |
| Політична партія Всеукраїнське об'єднання «Батьківщина» |                                |                       |                    |                                               |                                                                                     |
| б/м                                                     | Онопрієнко Борис Борисович     | 04.11.2010            | вища               | член Всеукраїнського об'єднання «Батьківщина» | Городищенська дитячо-юнацька спортивна школа, тренер                                |
| б/м                                                     | Томіленко Віктор Володимирович | 04.11.2010            | вища               | позапартійний                                 | ТОВ торговий двір «Укргорнафта», директор                                           |
| б/м                                                     | Шматкова Марія Вікторівна      | 04.11.2010            | вища               | позапартійна                                  | Дитячий навчальний заклад № 4 «Зірочка», завідувачка                                |
| б/м                                                     | Ніколаєнко Віра Степанівна     | 04.11.2010            | вища               | позапартійна                                  | Городищенська вечірня школа, заступник директора                                    |
| б/м                                                     | Крупна Ольга Миколаївна        | 04.11.2010            | вища               | член Всеукраїнського об'єднання «Батьківщина» | Городищенська районна організація "ВО"Батьківщина", керівник громадської приймальні |
| 1                                                       | Телевань Микола Петрович       | 04.11.2010            | вища               | член Всеукраїнського об'єднання «Батьківщина» | приватний підприємець                                                               |
| 2                                                       | Малишко Лариса Миколаївна      | 04.11.2010            | вища               | член Всеукраїнського об'єднання «Батьківщина» | Кредитної спілки, заступник директора                                               |
| 3                                                       | Мельник Марія Володимирівна    | 04.11.2010            | вища               | позапартійна                                  | загальноосвітня школа І-ІІІ ст. № 2, вчитель української мови                       |
| 4                                                       | Градоблянська Лариса Петрівна  | 04.11.2010            | вища               | член Всеукраїнського об'єднання «Батьківщина» | Городищенський хлібокобінат, директор                                               |
| 8                                                       | Тесленко Валерій Миколайович   | 04.11.2010            | вища               | член Всеукраїнського об'єднання «Батьківщина» | загальноосвітня школа І-ІІІ ст. № 1, вчитель                                        |
| 13                                                      | Турло Володимир Михайлович     | 04.11.2010            | вища               | член Всеукраїнського об'єднання «Батьківщина» | тимчасово не працює                                                                 |
| Політична партія «Нова політика»                        |                                |                       |                    |                                               |                                                                                     |
| 10                                                      | Юрін Юрій Миколайович          | 04.11.2010            | вища               | позапартійний                                 | Городище РТМО, лікар                                                                |
| Політична партія «Сильна Україна»                       |                                |                       |                    |                                               |                                                                                     |
| 5                                                       | Скалига Сергій Андрійович      | 04.11.2010            | вища               | позапартійний                                 | загальноосвітня школа № 1, вчитель                                                  |
| 11                                                      | Дяченко Наталія Петрівна       | 09.05.2011            | середня спеціальна | позапартійна                                  | тимчасово не працює                                                                 |
| Соціалістична партія України                            |                                |                       |                    |                                               |                                                                                     |
| б/м                                                     | Зварич Олександр Іванович      | 04.11.2010            | вища               | член Соціалістичної партії України            | Городищенський міський голова                                                       |
| б/м                                                     | Покась Олег Миколайович        | 04.11.2010            | вища               | позапартійний                                 | Виконавчий комітет Городищенської міської ради, спеціаліст                          |
| б/м                                                     | Гарбар Анатолій Сергійович     | 04.11.2010            | вища               | позапартійний                                 | загальноосвітня школа № 2, вчитель                                                  |
| б/м                                                     | Щибря Ігор Григорович          | 04.11.2010            | вища               | член Соціалістичної партії України            | приватний підприємець                                                               |
| б/м                                                     | Мусієнко Надія Яківна          | 04.11.2010            | вища               | член Соціалістичної партії України            | пенсіонер                                                                           |
| 9                                                       | Сенецька Оксана Анатоліївна    | 04.11.2010            | вища               | член Соціалістичної партії України            | Городищенська міська рада, секретар                                                 |
| 15                                                      | Артеменко Марія Данилівна      | 04.11.2010            | середня спеціальна | член Соціалістичної партії України            | фельдшерсько-акушерський пункт с. Набоково, фельдшер                                |

## Природно-заповідний фонд
На землях, що належать міській раді, розташовано  загальнозоологічний заказник місцевого значення «Заріччя».